# Simon Addo
Simon Addo (Accra, 11 dicembre 1974) è un ex calciatore ghanese, di ruolo portiere.

## Carriera

### Club
Dal 1997 al 1999 ha giocato nella prima divisione greca con il Kalamata, giocandovi in totale 10 partite.

### Nazionale
Ha partecipato come terzo portiere a tre distinte edizioni della Coppa d'Africa (1994, 1996 e 1998), senza mai scendere in campo in nessuna di esse. Nel 1992 ha vinto una medaglia di bronzo alle Olimpiadi di Barcellona, nelle quali è sceso in campo nella finale per il terzo posto vinta per 1-0 contro l'Australia. Nel 1996 ha partecipato alle olimpiadi di Atlanta, nelle quali la sua Nazionale è uscita ai quarti di finale contro il Brasile; in questa manifestazione ha giocato da titolare tutte e 4 le partite del Ghana, subendo complessivamente 7 reti. Nel 1998 ha giocato 5 partite, nelle quali ha subito 3 gol, nelle qualificazioni ai Mondiali di Francia 1998.

## Palmarès

### Club

#### Competizioni nazionali
- Campionato ghanese: 2

Obuasi Goldfields: 1994, 1995
- Coppa di Ghana: 1

Obuasi Goldfields: 1993